# Marquesado de Boil

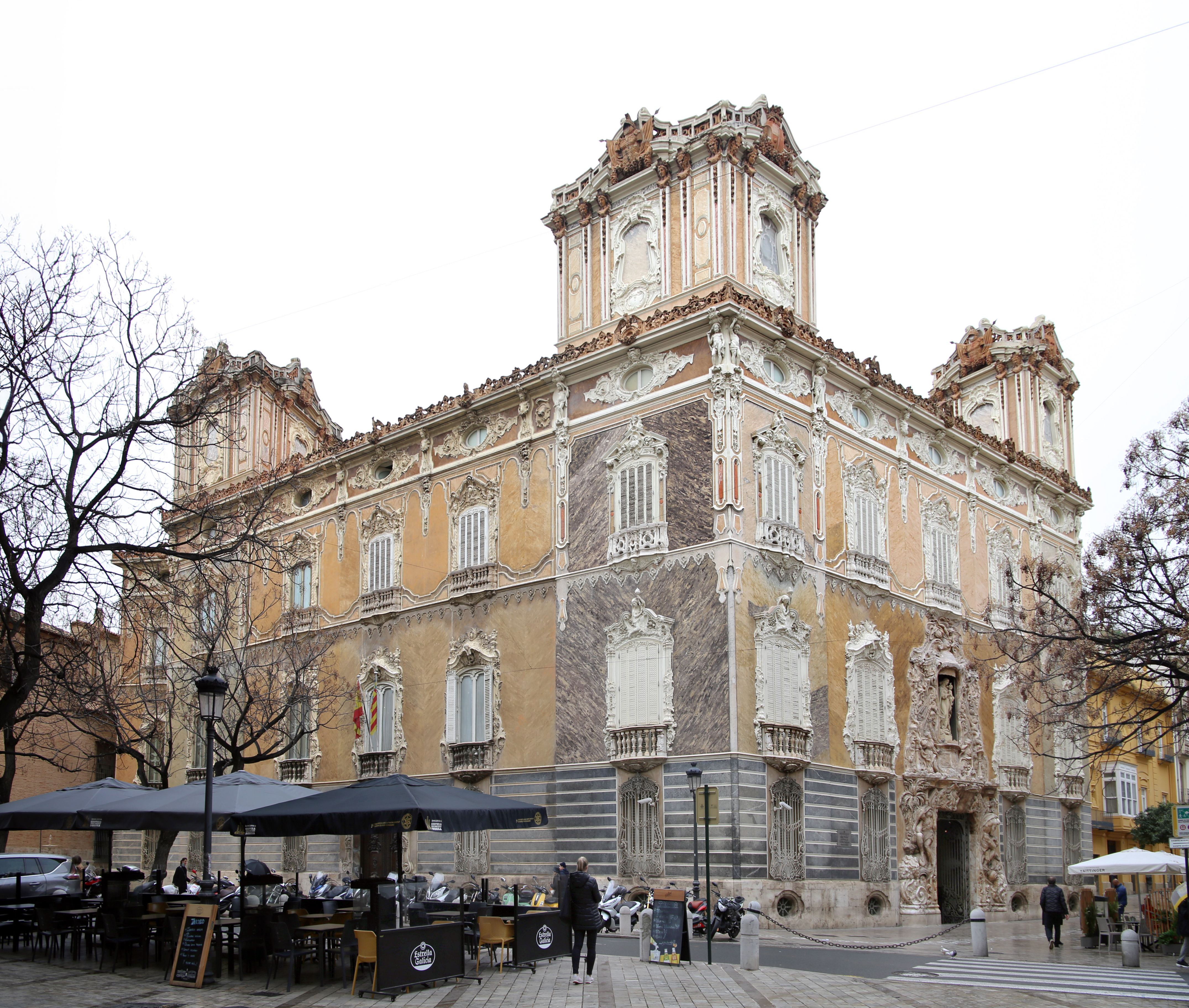
Palacio de los marqueses de Dos Aguas, (que fueron marqueses de Boil) en Valencia.

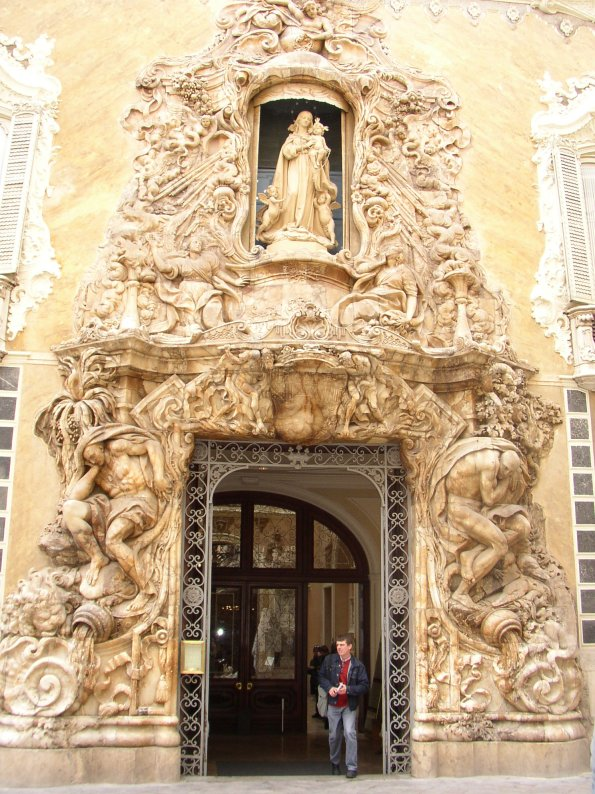
Entrada principal del palacio del marqués de Dos Aguas (Valencia), uno de los máximos ejemplos del barroco español.

El marquesado de Boil es un título nobiliario español, de Aragón. Fue creado el 30 de noviembre de 1680 por el rey Carlos II en favor de Pedro Boil de Arenós y Mercader, su embajador, señor del castillo de Boil en el reino de Aragón y de las baronías de Borriol y Alfafar en el de Valencia. El concesionario era hijo y sucesor de Antón Boil Dassio y de Francisca de Mercader.
La denominación alude a la antigua villa y castillo de Santa María de Boil, o de Buil, solar del linaje, perteneciente al actual municipio de Aínsa, comarca y condado de Sobrarbe, en la provincia aragonesa de Huesca.

## Marqueses de Boil
|                        | Titular                                       | Periodo                |
| Creación por Felipe IV | Creación por Felipe IV                        | Creación por Felipe IV |
| ---------------------- | --------------------------------------------- | ---------------------- |
| I                      | Pedro Boil de Arenós y Mercader               | 1680-                  |
| II                     | Antonio Boil de Arenós y Fenollet             |                        |
| III                    | José Boil de Arenós y Fenollet                |                        |
| IV                     | José Vicente Boil de Arenós y Balaguer        | 1729-                  |
| V                      | Pedro Boil de Arenós Figueroa y Blanes        |                        |
| VI                     | María Josefa Boil de Arenós Figueroa y Blanes | -1778                  |
| VII                    | José Antonio de Marimón y Boil de Arenós      | 1781-1794              |
| VIII                   | José Pascual de Marimón y Perellós            | 1794-1832              |
| IX                     | José María de Marimón y Perellós              | 1832-1842              |
| X                      | María de los Dolores de Marimón y Queri       | 1842-1865              |
| XI                     | Francisco de Paula de Arróspide y Marimón     | 1865-1897              |
| XII                    | José María de Arróspide y Ruiz del Burgo      | 1897-                  |
| XIII                   | José María de Arróspide y Olivares            |                        |
| XIV                    | José Miguel de Arróspide y Fresneda           | 1957-1995              |
| XV                     | José Miguel de Arróspide y López              | 1995-hoy               |

## Historia de los marqueses de Boil
- Pedro Boil de Arenós y Mercader, i marqués de Boil, embajador de S.M.C., señor del castillo de Boil en el reino de Aragón y de las baronías de Borriol y Alfafar en el de Valencia.

1. Casó con Teresa Fenollet y Paz. Le sucedió su hijo:

- Antonio Boil de Arenós y Fenollet, ii marqués de Boil.

1. Casó con su prima hermana, Violante Fenollet y Mercader. Le sucedió su hijo:

- José Boil de Arenós y Fenollet, iii marqués de Boil.

1. Casó con Josefa Arenós de Balaguer y Carroz, nieta del i marqués de Mirasol. Le sucedió, por renuncia, su hijo:

- José Vicente Boil de Arenós y Balaguer, iv marqués de Boil.

1. Casó con María de Figuerola y Blanes. Le sucedió su hijo:

- Pedro Boil de Arenós Figuerola y Blanes, v marqués de Boil. Sin descendientes. Le sucedió su hermana:

- María Josefa Boil de Arenós Figuerola y Blanes (1711-1778), vi marquesa de Boil, ix baronesa de Náquera.

1. Casó con Juan Antonio de Marimón y Velasco, iii marqués de Serdañola, x conde de la Revilla. Le sucedió su hijo:

- José Antonio de Marimón y Boil de Arenós (1734-1794), vii marqués de Boil, iv marqués de Serdañola, xi conde de la Revilla, x barón de Náquera.

1. Casó con Josefa Rabasa de Perellós y Lanuza, hija de Ginés Rabasa de Perellós y Lanuza, iii marqués de Dos Aguas y de su esposa Elena de Lanuza Boxadors, vii condesa de Plasencia. Le sucedió su hijo:

- José Pascual de Marimón y Perellós (1775-1832), viii marqués de Boil, v marqués de Serdañola, xii conde de la Revilla, xi barón de Náquera.

1. Casó con María del Pilar Rebolledo de Palafox y Melzi, hija de Juan Felipe Rebolledo de Palafox y Bermúdez de Castro, iii marqués de Lazán, marqués de Navascués, iv marqués de Cañizar, marqués de San Felices. Sin descendientes.
2. Casó con María del Carmen Marí y Alfonso. Sin descendientes.
3. Casó con María Quintina Belvis. Sin descendientes. Le sucedió su hermano:

- José María de Marimón y Rabasa-Perellós (1795-1842), ix marqués de Boil, vi marqués de Serdañola, xiii conde de la Revilla, xii barón de Náquera.

1. Casó con Dolores Queri Peñafiel. Le sucedió su hija:

- María de los Dolores de Marimón y Queri (1819-1865), x marquesa de Boil, vii marquesa de Serdañola, marquesa de Dos Aguas, ix condesa de Albatera, condesa de Plasencia, xiv condesa de la Revilla, xiii baronesa de Náquera.

1. Casó con José María de Arróspide y Charcót. Le sucedió, en este marquesado, su segundo hijo:

- Francisco de Paula de Arróspide y Marimón (1847-1897), xi marqués de Boil, x conde de Albatera.

1. Casó con Francisca Ruiz del Burgo y Basabrú, hija de José Ruiz del Burgo y Basabrú, ii conde de Casillas de Velasco. Le sucedió su hijo:

- José María de Arróspide y Ruiz del Burgo, xii marqués de Boil, xii conde de Albatera.

1. Casó con su prima hermana, María Rafaela de Olivares y Ruiz del Burgo, hija de María Josefa Ruiz del Burgo y Basabrú, iii condesa de Casillas de Velasco. Le sucedió su hijo:

- José María de Arróspide y Olivares, xiii marqués de Boil.

1. Casó con María de los Ángeles Fresneda y Carbonell. Le sucedió su hijo:

- José Miguel de Arróspide y Fresneda (1937-1995), xiv marqués de Boil.

1. Casó con María Lourdes López y Ruiz.

- José Miguel de Arróspide y López (1964-), xv marqués de Boil.

1. Casó con María Luísa García y Blanco.